# 慕容策
慕容策（386年—398年），中國五胡十六國時代人物，後燕昭武帝慕容宝的儿子，母亲是惠德皇后段氏。
慕容策美姿貌，但蠢弱。慕容垂因宠爱庶出孙子慕容会，396年临终命慕容宝册立慕容会为太子。慕容宝却宠爱濮阳公慕容策。赵王慕容麟、慕容宝的庶长子慕容盛也都支持慕容策。八月初四，慕容宝册立慕容策的母亲段昭仪为皇后，慕容策为太子。慕容会怒，兴兵攻打父亲，最后失败被杀。
398年四月廿六，慕容宝被舅爷爷兰汗杀害，13岁的太子慕容策也同时遇害。他的庶长兄慕容盛即位後，追封他为献哀太子。